# Giovanni Lipella
Giovanni Lipella (Riva del Garda, 13 novembre 1899 – Monte Asolone, 15 giugno 1918) è stato un militare italiano, decorato di medaglia d'oro al valor militare alla memoria nel corso della prima guerra mondiale.

## Biografia
Nacque a Riva di Trento, al tempo cittadina e porto militare del Tirolo austro-ungarico, il 13 novembre 1899, figlio di Gualfardo e di Teresa Venturelli. Figlio unico di famiglia benestante, fu educato da suo padre, artista e proprietario di una ben avviata azienda di colori e vernici, all’amore per l'Italia. Studente a Verona, irredentista, ultimati gli studi secondari venne assunto come impiegato presso la sede di Verona della Banca Commerciale Italiana. Appena raggiunta l’età per svolgere il servizio militare si arruolò non ancora diciottenne, nel giugno 1917, nel Regio Esercito, assegnato al 72º Reggimento fanteria; completato il periodo di addestramento, passò al 164º Reggimento fanteria. Alla fine del mese di dicembre dello stesso anno fu assegnato alla Scuola mitraglieri Fiat di Brescia per frequentare un corso per allievi ufficiali mitraglieri; venne nominato aspirante ufficiale nel marzo 1918, destinato alla 994ª Compagnia mitraglieri Fiat. Tale compagnia fu assegnata al  139º Reggimento fanteria della Brigata Bari; il 15 giugno partì l'offensiva austriaca sul Piave, divenuta la battaglia del solstizio. Le forze nemiche riuscirono a rompere il fronte in corrispondenza della selletta fra quota 1520 del Monte Asolone e quota 1486, costituendo un cuneo in corrispondenza di Monte Asolone, ma vennero subito fermati dai fanti del 139º Reggimento. Appena scatenatosi il furioso bombardamento austriaco sulla linea, egli incitò e rincuorò i suoi mitraglieri e quando arrivò l'attacco nemico non esitò, nel momento più critico della battaglia, a caricarsi sulle spalle una delle sue mitragliatrici che era rimasta senza serventi e a trasportarla in posizione più arretrata. Qui riprese da solo il fuoco sulle truppe avversarie lanciate all'attacco, rimanendo ferito una prima ed una seconda volta al petto. Non lasciò il combattimento sino a che non rimase ferito per la terza volta, abbattendosi sulla mitragliatrice. Raccolto prigioniero dal nemico, venne abbandonato in una caverna, dove fu rinvenuto il giorno dopo da tre fanti appartenenti alle truppe che avevano rioccupato le posizioni dell'Asolone. Si spense il 26 giugno 1918 presso l'ospedaletto da campo n. 60 in seguito a ferite riportate in combattimento. Con Decreto Luogotenenziale del 23 marzo 1919 venne insignito della medaglia d'oro al valor militare alla memoria. 
Dopo la sua morte fu trovato nel cassetto della sua scrivania (lavorava a Brescia presso la Banca Commerciale Italiana) un foglio sul quale aveva scritto: Se mi dovesse accadere di non ritornare più, il mio testamento è questo: Viva l'Italia. 8 giugno 1917.
Gli è stata dedicata una via ferrata sulla Tofana di Rozes.